# Gary Player

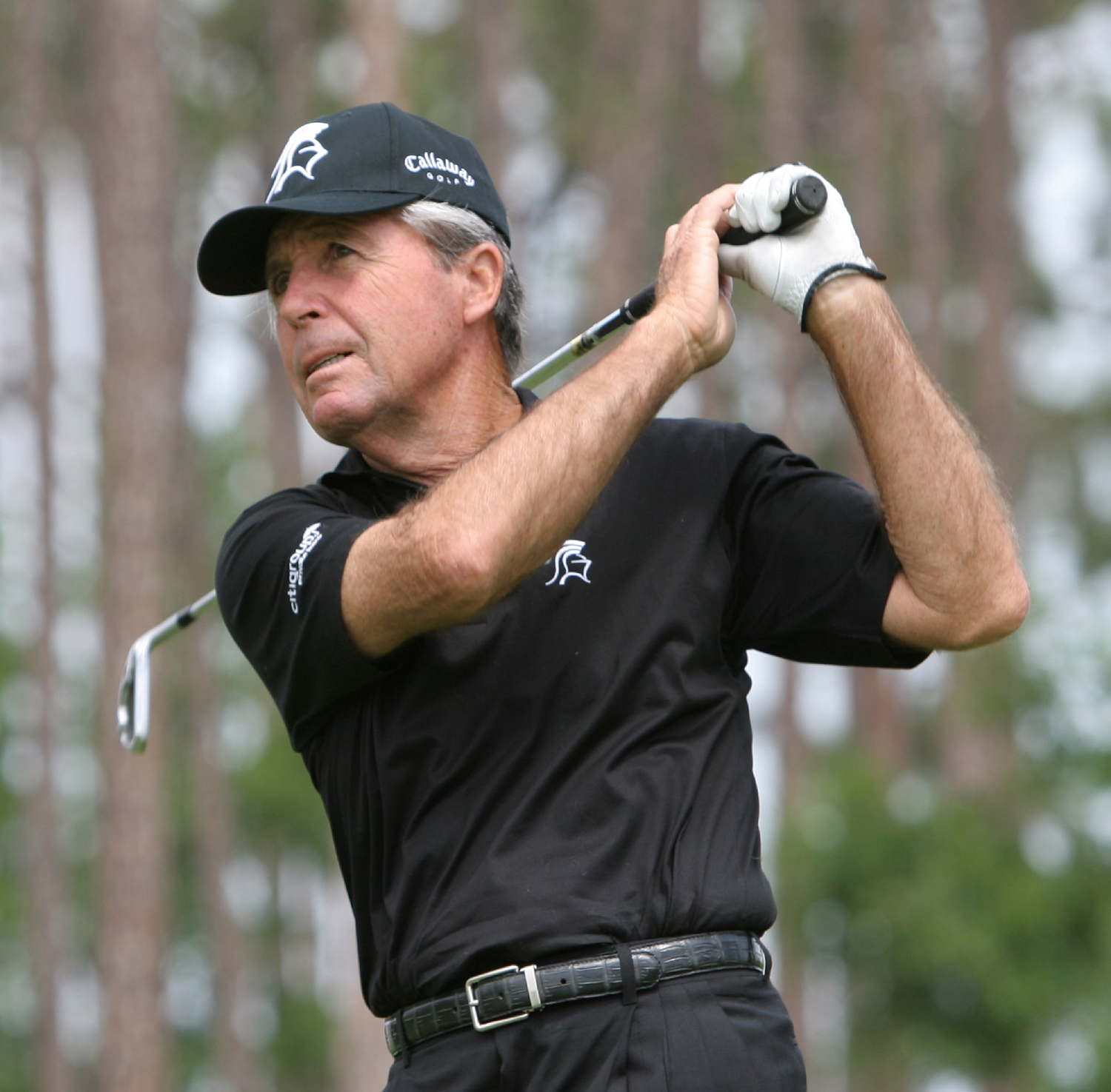
Altijd in zwart gekleed

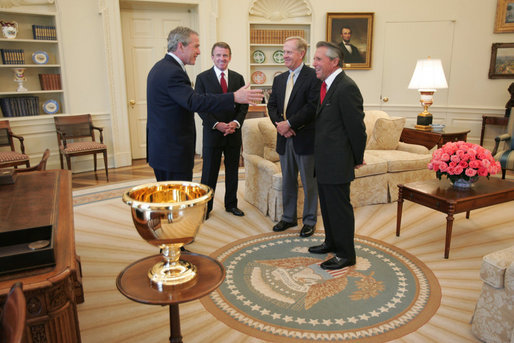
Bij President Bush in 2005
Rechts is Gary Player, naast hem Jack Nicklaus

Gary Jim Player (Johannesburg, 1 november 1935) is een Zuid-Afrikaans golfspeler. Player heeft in Zuid-Afrika dezelfde status als bijvoorbeeld Jack Nicklaus in de Verenigde Staten.
Gary Player heeft miljoenen dollars verdiend en deze grotendeels besteed aan verbetering van woon-, leef- en leeromstandigheden van de bevolking in zijn land.

## Reguliere tour carrière
Player is een van de meest succesvolle spelers in de geschiedenis van het golfspel. Hij staat nummer één genoteerd in het totale aantal professionele overwinningen. Samen met Arnold Palmer en Jack Nicklaus wordt hij gezien als een van de Grote Drie grote golfers van zijn tijdperk. Player is een van de zes spelers die de Grand-Slam in golf hebben gewonnen. De andere zijn: Gene Sarazen, Ben Hogan, Jack Nicklaus, Tiger Woods en Rory McIlroy. Hij voltooide dit in 1965 op 29-jarige leeftijd.
Hij was de tweede Zuid-Afrikaan die meerdere Majors op de tour won na Bobby Locke, hierna deden Ernie Els en Retief Goosen dit ook.
Player speelde regelmatig in de Amerikaanse PGA Tour vanaf eind vijftiger jaren. 
Hij was de enige speler in de twintigste eeuw die het British Open in drie verschillende decennia wist te winnen.
Player werd in 1974 opgenomen in de World Golf Hall of Fame.

## Prestaties
Player heeft meer dan 160 professionele wedstrijden gewonnen, waaronder:

### Southern Africa Tour
Player won 73 toernooien op de Southern Africa Tour waarvan dertien keer het Zuid-Afrikaans Open.
| Jaar | # | Toernooien |
| ---- | - | --- |
| 1955 | 1 | East Rand Open |
| 1956 | 2 | East Rand Open, Zuid-Afrikaans Open |
| 1957 | 1 | Western Province Open |
| 1958 | 1 | Natal Open |
| 1959 | 5 | Natal Open, Zuid-Afrikaans Masters, Zuid-Afrikaans PGA Kampioenschap, Transvaal Open, Western Province Open                                         |
| 1960 | 6 | Natal Open, Zuid-Afrikaans Masters, Zuid-Afrikaans Open, Zuid-Afrikaans PGA Kampioenschap, Transvaal Open, Western Province Open                    |
| 1961 | 2 | Transvaal Open |
| 1962 | 2 | Natal Open, Transvaal Open |
| 1963 | 6 | Liquid Air Tournament, Richelieu Grand Prix (Kaapstad), Richelieu Grand Prix (Johannesburg), Zuid-Afrikaans Masters, Sponsored 5000, Transvaal Open |
| 1964 | 1 | Zuid-Afrikaans Masters |
| 1965 | 1 | Zuid-Afrikaans Open |
| 1966 | 3 | Natal Open, Zuid-Afrikaans Open, Transvaal Open |
| 1967 | 2 | Zuid-Afrikaans Masters, Zuid-Afrikaans Open |
| 1968 | 4 | Natal Open, Zuid-Afrikaans Masters, Zuid-Afrikaans Open, Western Province Open                                                                      |
| 1969 | 2 | Zuid-Afrikaans Open, Zuid-Afrikaans PGA Kampioenschap                                                                                               |
| 1971 | 3 | General Motors Open, Zuid-Afrikaans Masters, Western Province Open                                                                                  |
| 1972 | 4 | Zuid-Afrikaans Masters (2x), Zuid-Afrikaans Open, Western Province Open                                                                             |
| 1973 | 1 | General Motors Open |
| 1974 | 3 | General Motors International, Rand International Open, Zuid-Afrikaans Masters                                                                       |
| 1975 | 2 | General Motors Classic, Zuid-Afrikaans Open |
| 1976 | 4 | General Motors Open, Zuid-Afrikaans Masters (2x), Zuid-Afrikaans Open                                                                               |
| 1977 | 2 | ICL International, Zuid-Afrikaans Open |
| 1979 | 4 | Kronenbrau Championship, Zuid-Afrikaans Open, Zuid-Afrikaans PGA Kampioenschap, Sun City Classic, Zuid-Afrikaans Masters                            |
| 1981 | 1 | Zuid-Afrikaans Open |
| 1982 | 1 | Zuid-Afrikaans PGA Kampioenschap |

Overige toernooien
- Nissan Skins Game: 1986, 1988 & 1991[3]
- Nelson Mandela Invitational: 2001[3]

### PGA Tour
Player won 24 toernooien op de PGA Tour waarvan negen "Major Championships".
| Nr. | Datum            | Toernooi                            | Score           | Score | Info                                               |
| --- | ---------------- | ----------------------------------- | --------------- | ----- | -------------------------------------------------- |
| 1   | 20 april 1958    | Kentucky Derby Open                 | 68-68-69-69=274 | –14   |                                                    |
| 2   | 3 juli 1959      | The Open Championship               | 75-71-70-68=284 | par   |                                                    |
| 3   | 29 januari 1961  | Lucky International Open            | 70-69-68-65=272 | –12   |                                                    |
| 4   | 26 maart 1961    | Sunshine Open Invitational          | 69-68-67-69=273 | –15   |                                                    |
| 5   | 10 april 1961    | Masters Tournament                  | 69-68-69-74=280 | –8    |                                                    |
| 6   | 22 juli 1962     | PGA Championship                    | 72-67-69-70=278 | –2    |                                                    |
| 7   | 13 januari 1963  | San Diego Open Invitational         | 65-65-70-70=270 | –14   |                                                    |
| 8   | 8 maart 1964     | Pensacola Open                      | 71-68-66-69=274 | –14   | Won de play-off van Miller Barber en Arnold Palmer |
| 9   | 31 mei 1964      | 500 Festival Open Invitation        | 70-66-70-67=273 | –11   |                                                    |
| 10  | 21 juni 1965     | US Open                             | 70-70-71-71=282 | +2    | Won de play-off van Kel Nagle                      |
| 11  | 13 juli 1968     | The Open Championship               | 74-71-71-73=289 | +1    |                                                    |
| 12  | 20 april 1969    | Tournament of Champions             | 69-74-69-72=284 | –4    |                                                    |
| 13  | 5 april 1970     | Greater Greensboro Open             | 70-63-73-65=271 | –13   |                                                    |
| 14  | 21 maart 1971    | Greater Jacksonville Open           | 70-70-72-69=281 | –7    | Won de play-off van Hal Underwood                  |
| 15  | 28 maart 1971    | National Airlines Open Invitational | 69-67-70-68=274 | –14   |                                                    |
| 16  | 26 maart 1972    | Greater New Orleans Open            | 73-69-68-69=279 | –9    |                                                    |
| 17  | 6 augustus 1972  | PGA Championship                    | 71-71-67-72=281 | +1    |                                                    |
| 18  | 9 september 1973 | Southern Open                       | 69-65-67-69=270 | –10   |                                                    |
| 19  | 14 april 1974    | Masters Tournament                  | 71-71-66-70=278 | –10   |                                                    |
| 20  | 26 May 1974      | Danny Thomas Memphis Classic        | 65-72-69-67=273 | –15   |                                                    |
| 21  | 13 juli 1974     | The Open Championship               | 69-68-75-70=282 | –2    |                                                    |
| 22  | 9 april 1978     | Masters Tournament                  | 72-72-69-64=277 | –11   |                                                    |
| 23  | 16 april 1978    | MONY Tournament of Champions        | 70-68-76-67=281 | –7    |                                                    |
| 24  | 23 april 1978    | Houston Open                        | 64-67-70-69=270 | –18   |                                                    |

Major toernooien zijn dik gedrukt.

### Champions Tour
Player won 19 toernooien op de Champions Tour waarvan zes "Champions Tour Major Championships".
| Nr. | Datum             | Toernooi                                     | Score           | Score | Info                                  |
| --- | ----------------- | -------------------------------------------- | --------------- | ----- | ------------------------------------- |
| 1   | 23 november 1985  | Quadel Seniors Classic                       | 73-64-68=205    | –11   |                                       |
| 2   | 16 februari 1986  | General Foods PGA Seniors' Championship      | 68-68-73-72=281 | –12   |                                       |
| 3   | 18 mei 1986       | United Hospitals Senior Golf Championship    | 66-70-70=206    | –4    |                                       |
| 4   | 1 juni 1986       | Denver Post Champions of Golf                | 70-67-71=208    | –8    | Won de play-off van Roberto DeVicenzo |
| 5   | 14 juni 1987      | Mazda Senior Tournament Players Championship | 69-73-69-69=280 | –8    |                                       |
| 6   | 12 juli 1987      | US Senior Open                               | 69-68-67-66=270 | –14   |                                       |
| 7   | 13 september 1987 | PaineWebber World Seniors Invitational       | 68-67-72=207    | –9    | Won de play-off van Bob Charles       |
| 8   | 14 februari 1988  | General Foods PGA Seniors' Championship      | 69-73-72=70=284 | –4    |                                       |
| 9   | 28 februari 1988  | Aetna Challenge                              | 70-70-67=207    | –9    |                                       |
| 10  | 26 juni 1988      | Southwestern Bell Classic                    | 69-68-66=203    | –13   | Won de play-off van Harold Henning    |
| 11  | 8 augustus 1988   | US Senior Open                               | 74-71-70-73=288 | par   | Won de play-off van Bob Charles       |
| 12  | 11 september 1988 | GTE North Classic                            | 70-65-66=201    | –15   |                                       |
| 13  | 10 september 1989 | GTE North Classic                            | 67-68=135       | –9    |                                       |
| 14  | 8 oktober 1989    | RJR Championship                             | 65-71-71=207    | –3    |                                       |
| 15  | 15 april 1990     | PGA Seniors' Championship                    | 74-69-65-73=281 | –7    |                                       |
| 16  | 3 februari 1991   | Royal Caribbean Classic                      | 67-65-68=200    | –13   |                                       |
| 17  | 19 september 1993 | Bank One Senior Classic                      | 68-68-66=202    | –14   |                                       |
| 18  | 24 september 1995 | Bank One Classic                             | 72-75-64=211    | –5    |                                       |
| 19  | 23 augustus 1998  | Northville Long Island Classic               | 68-68-68=204    | –12   |                                       |

### Australaziatische PGA Tour
Player won 18 toernooien op de Australaziatische PGA Tour waarvan zeven keer het Australisch Open.
- Ampol Tournament: 1956, 1958 & 1961
- Australisch Masters: 1968 & 1969
- Australisch Open: 1958, 1962, 1963, 1965, 1969, 1970 & 1974 (recordwinnaar)
- Coffs Harbour Tournament: 1957 & 1958
- Dunlop International: 1970
- Gold Coast Classic: 1981
- Victorian Open: 1959

### European Senior Tour
- Senior British Open: 1988, 1990 & 2007
- Irish Senior Masters: 1993
- Shell Wentworth Senior Masters 1997

### Overige
Brazilië
- Brazil Open: 1970 & 1974

Chili
- Chilean Open: 1980

Canada
- NTL Challenge Cup: 1965

Egypte
- Egyptian Match Play: 1955

Ierland
- Trophee Boigny: 1980

## Golfbaanarchitect
Gary Player heeft veel golfbanen ontworpen, o.a.
- Erinvale Golf, Somerset West, Zuid-Afrika
- Suzhou Jinji Lake International Golf Club in China
- The Five Nations Golf Club in België

## Blair Atholl
Gary Player en zijn echtgenote Vivian Verwey wonen op landgoed Blair Atholl in Zuid-Afrika. Player fokt daar renpaarden en heeft 100 renpaarden op stal. Hij heeft ook een modelboerderij voor land- en tuinbouw.  Ook heeft hij er een school opgericht en een golfbaan aangelegd.

Vivian is de zuster van Bobby Verwey, die veel op de Europese Tour speelde, en dochter van Jock Verwey, die tweemaal het PGA Kampioenschap in Zuid-Afrika won.